# Opatství Zesnutí Panny Marie (Jeruzalém)
Opatství Zesnutí Panny Marie se stejnojmenným kostelem je benediktinské opatství v Jeruzalémě na hoře Sijón.

## Historie
První kostel vznikl na tomto místě již v 5. století, ale zanikl již v roce 614. Ve 12. století zde vznikl klášter, zničený ve 13. století. Na jeho zbytcích v 16. století vzniklo sídlo jezuitské komunity. Pozemek zakoupil německý císař Vilém II. v roce 1898, a věnoval jej katolickému německému spolku Svaté země (Deutscher Verein vom Heiligen Lande), který sem již v roce 1906 povolal beuronské benediktiny.

## Seznam opatů (od povýšení na opatství v roce 1926)
- 1926–1948: Maurus Kaufmann
- 1952–1968: Leo von Rudloff
- 1969–1979: Laurentius Klein (opat-administrátor)
- 1979–1995: Nikolaus Egender
- 1995–2011: Benedikt Lindemann
- 2011–2016: Gregory Collins
  - 2016–2018: Nikodemus Schnabel (převor-administrátor)
- 2018–2023: Bernhard Maria Alter
- od r. 2023:  Nikodemus Schnabel